# José-Filipe Lima
José-Filipe Lima (Versailles, 26 november 1981) is een Portugese professionele golfer. Hij werd in Frankrijk geboren als Philippe Lima maar nam in 2004 de Portugese nationaliteit van zijn ouders aan en veranderde toen zijn naam.

## Amateur
Lima's vader werkte op de Golf de Saint-Nom-la-Bretèche, waar tot 2003 de Trophée Lancôme werd gespeeld. Daar kwam Philippe al vroeg met de golfsport in contact. Lima was in 2001 de beste Franse amateur golfer.

### Gewonnen
- 2000: French International Stroke Play Championship

### Teams
- St Andrews Trophy: 2002

## Professional
Lima werd in 2002 professional en had toen handicap +3. Hij speelde in 2003 de Alps Tour, werd 'Rookie of the Year' en promoveerde naar de Europese Challenge Tour. Vanaf 2004 speelde hij op de Europese PGA Tour, waar hij zijn beste resultaat in 2007 bereikte met een 2de plaats op het BMW International Open, achter Niclas Fasth. In 2008 verloor hij zijn spelerskaart, waardoor hij in 2009 weer naar de Challenge Tour terugviel. Mede door zijn overwinning op het ECCO Tour Kampioenschap in 2009 eindigde Lima op de tweede plaats van de Order of Merit, waardoor hij in 2010 op de Europese Tour speelt.
Nadat Philippe Lima de Portugese nationaliteit kreeg, werd hij als José-Filipe Lima de beste Portugese golfer ooit.

### Gewonnen

#### Alps Tour
- 2004: Masters 13
- 2005: Masters 13

#### Challenge Tour
- 2004: Segura Viudas Challenge de España, Aa St Omer Open (CT/ET)
- 2009: ECCO Tour Championship

#### Europese PGA Tour
- 2004: Aa St Omer Open (CT/ET)

### Teams
- World Cup: 2005